# Каньйон Лев ха-Міфрац
Каньйон Лев ха-Міфрац (івр. קניון לב המפרץ) нинішнє ім'я Каньйон Сінемол (івр. קניון סינמול)  — один з перших торгових центрів, побудованих в Ізраїлі. Торговий центр розташований в затоці Хайфи, навпроти перехрестя Кишон і недалеко від перехрестя Чек-поста. Перша частина була створена на початку 1990-х років і вперше відкрилася в травні 1991 року, а друга частина відкрилася в липні 2008 року.
Торговий центр знаходиться поруч з автовокзалом «Мерказіт ха-Міфрац» і залізничним вокзалом, який був побудований за фінансової підтримки власників торгового центру і отримав свою назву «Залізничний вокзал Лев ха-Міфрац» до липня 2018 року, коли станція була перейменована в «Мерказіт ха-Міфрац»".

## Загальна інформація
У липні 2008 року торговий центр реконструювали, розширили оригінальну будівлю та перейменували в «Сінемол». Нова частина торгового центру — комплекс із 23 сучасних кінозалів мережі Yes Planet, що зробило торговий центр найбільшим кінотеатром в Ізраїлі на момент відкриття.
У другому десятилітті 21-го століття, площа торгового центру складає 50 000 км² і об'єднує понад 150 підприємств і філій торговельних мереж, в тому числі 30 кафе, пабів і ресторанів.